# Marko Sretović
Marko Sretović (serbisch-kyrillisch Марко Сретовић; * 10. August 1987 in Belgrad, SFR Jugoslawien) ist ein ehemaliger serbischer Eishockeyspieler und heutiger -trainer, der als Spieler zuletzt bis 2019 beim Stenungsund HF in der schwedischen Division 2 unter Vertrag stand.

## Karriere
Marko Sretović begann seine Karriere als Eishockeyspieler in seiner Heimatstadt in der Nachwuchsabteilung des HK Partizan Belgrad. Seit 2002 spielte der Stürmer für die erste Mannschaft des Vereins in der serbischen Eishockeyliga (bis 2006: serbisch-montenegrinische Eishockeyliga) und wurde mit dem Team 2006, 2007 und 2008 Landesmeister. Parallel nahm er zudem in der Spielzeit 2007/08 mit seiner Mannschaft an der multinationalen pannonischen Liga teil und wurde dort Vizemeister. Zur Folgesaison wechselte er zum HK Vojvodina Novi Sad und spielte für das Team aus der südlichen Batschka ebenfalls in der serbischen Eishockeyliga und der pannonischen Liga, die Sretovićs Mannschaft für sich entscheiden konnte. Bereits 2009 kehrte er zu seinem Stammverein zurück und gewann mit ihm 2010, 2011 und 2012 erneut den serbischen Meistertitel. Parallel spielte er mit seinem Klub in der slowenisch geprägten Slohokej Liga, die das Team 2011 und 2012 für sich entscheiden konnte. Nach diesen Erfolgen zog es ihn im Januar 2013 nach Skandinavien, wo er zunächst in der viertklassigen schwedischen Division 2 spielte. Nachdem er zuerst bei den Lund Giants aktiv gewesen war, wechselte er im Sommer 2013 zum Klassenrivalen Vänerborgs HC. Nachdem er mit seiner Mannschaft 2014 in die fünftklassige Division 3 abgestiegen war, gelang ihm bereits nach einem Jahr die Rückkehr in die Division 2. Seit 2017 spielte er beim Stenungsund HF ebenfalls in der Division 2. 2019 beendete er seine aktive Laufbahn.

### International
Für Serbien und Montenegro nahm Sretović an den Division-II-Wettkämpfen der U-18-Weltmeisterschaften 2003, 2004 und 2005 sowie den U-20-Weltmeisterschaften 2003, 2004, 2005 und 2006 teil. Nach der Abspaltung Montenegros nahm er für die rein serbische Mannschaft noch an der U-20-Weltmeisterschaft 2007 teil.
Im Herrenbereich debütierte Sretović international im November 2004 in der Qualifikation für die Olympischen Winterspiele 2006 in Turin in der serbisch-montenegrinischen Auswahl. Bei der Weltmeisterschaft 2006 vertrat er das Land in der Division II. Anschließend war er für die serbische Mannschaft aktiv und spielte mit ihr 2007, 2008, 2009, 2011, als er als bester Spieler seiner Mannschaft ausgezeichnet wurde, 2012, 2013, 2015, als er gemeinsam mit den Belgiern Mitch Morgan und Bryan Kolodziejczyk Topscorer des Turniers war und zudem zum besten Spieler seiner Mannschaft gewählt wurde, 2016, 2017, als er gemeinsam mit dem Rumänen Ede Mihály und dem Belgier Mitch Morgan Topscorer und hinter Morgan und seinem Landsmann Dominik Crnogorac gemeinsam mit dem Rumänen Mátyás Bíró drittbester Vorbereiter des Turniers war und zudem auch die beste Plus/Minus-Bilanz erreichte, 2018 und 2019 in der Division II. Nachdem den Serben 2009 beim Heimturnier in Novi Sad erstmals der Aufstieg gelungen war, spielte Sretović mit seiner Mannschaft 2010 in der Division I, musste aber den sofortigen Wiederabstieg hinnehmen. Ihm selbst gelang bei der 2:15-Niederlage gegen die Ukraine mit dem Treffer zum zwischenzeitlichen 1:1 der erste Treffer der Serben in der Division I überhaupt. Zudem nahm er für Serbien an den Qualifikationsturnieren für die Olympischen Winterspiele 2010 in Vancouver und 2014 in Sotschi teil.

## Trainerlaufbahn
Nach dem Ende seiner aktiven Laufbahn stieg Sretović in das Trainergeschäft ein. Nachdem er zunächst die U18 des Stenungsund HF betreute, wurde er noch während der Spielzeit 2019/20 zum Cheftrainer der Herrenmannschaft des Klubs befördert. Er blieb bis 2022 in dieser Position. Anschließend wurde er Cheftrainer der U20 des Kungälvs IK.

## Erfolge und Auszeichnungen
- 2006 Serbisch-Montenegrinischer Meister mit dem HK Partizan Belgrad
- 2007 Serbischer Meister mit dem HK Partizan Belgrad
- 2008 Serbischer Meister mit dem HK Partizan Belgrad
- 2009 Aufstieg in die Division I bei der Weltmeisterschaft der Division II
- 2009 Gewinn der pannonischen Liga mit dem HK Vojvodina Novi Sad
- 2010 Serbischer Meister mit dem HK Partizan Belgrad
- 2011 Serbischer Meister mit dem HK Partizan Belgrad
- 2011 Gewinn der Slohokej Liga mit dem HK Partizan Belgrad
- 2012 Serbischer Meister mit dem HK Partizan Belgrad
- 2012 Gewinn der Slohokej Liga mit dem HK Partizan Belgrad
- 2015 Aufstieg in die Division 2 mit dem Vänerborgs HC
- 2015 Topscorer der Weltmeisterschaft der Division II, Gruppe A
- 2017 Topscorer und beste Plus/Minus-Bilanz bei der Weltmeisterschaft der Division II, Gruppe A
- 2019 Aufstieg in die Division I, Gruppe B bei der Weltmeisterschaft der Division II, Gruppe A

## Slohokej Liga-Statistik
(Stand: Ende der Saison 2011/12)